# Hede Massing
Hede Massing, nata Hedwig Tune, (Vienna, 6 gennaio 1900 – New York, 8 marzo 1981), è stata un'attrice e agente segreto austriaca. Fu una attrice austriaca a Vienna e a Berlino e una spia comunista, per conto dell'intelligence sovietica, in Europa e negli Stati Uniti negli anni 30 e 40. Dopo la seconda guerra mondiale, abbandonò la fazione sovietica. Venne alla ribalta testimoniando nel caso di Alger Hiss nel 1949; in seguito, pubblicò vari resoconti. Fu consorte di Julian Gumperz e di Paul Massing.